# Etničke grupe Papue Nove Gvineje
Popis naroda Papue Nove Gvineje; UN Country Population (2007)	6,331,000; oko 870 naroda.

## A
- Abaga 300
- Abasakur 1,400
- Abau, Green River 8,100
- Abie, Abia 1,000
- Adjora, Adjoria 3,800
- Aeka 3,600
- Agala, Sinale 500
- Agarabi, Agarabe 26,000
- Agi, Metru 1,000
- Agob (Upiala-Bituri) 5,400
- Aighon 1,900
- Aiklep, Loko 6,400
- Aiku, Menandon 1,500
- Aimele 900
- Ainbai 200
- Aiome 1,000
- Aion 1,500
- Ak 100
- Akolet 1,700
- Akrukay 300
- Alamblak, Alambuk 2,300
- Alatil, Aruop 200
- Ama, Apaka 700
- Amaimon 700
- Amal 700
- Amanab 7,000
- Ambasi, Tain-Daware 2,100
- Ambul, Palik 700
- Ambulas 63,000
- Amele, Amere 8,100
- Ampale, Safeyoka 4,400
- Amto 400
- Andarum 1,900
- Andra-Hus, Ahus 1,600
- Anem 800
- Angaatiha, Langimar 1,700
- Angal Heneng, zapadni 54,000
- Angal, istočni 23,000
- Angaua 2,900
- Angave 2,400
- Anggor, Watapor 2,000
- Angloamerikanci 6,200
- Angloaustralci 74,000
- Angoram, Pondo 11,000
- Anor 1,200
- Anuki, Gabobora 1,000
- Aomie, gornji Managalasi 1,700
- Arafundi, Meakambut 1,300
- Aramba, Serki 1,200
- Aramo 500
- Arawe 3,900
- Arawum 100
- Aregerek, Musar 1,200
- Ari, Waruna 2,000
- Arifama-Miniafia 4,300
- Arigibi ?
- Arinua, Lolopani 2,800
- Arop 2,900
- Arop-Sissano 1,500
- Aruek, Djang 1,100
- Arufe, Nambo 3,100
- Aruop, Lauisaranga 1,100
- Asaro, Upper Asaro 46,000
- Asas, Kow 600
- Asat 2,000
- Atemble, Atemple 100
- Aturu, Atura 1,500
- Au 7,100
- Aunalei, Onele 3,900
- Avau 10,000
- Awa, Mobuta 3,200
- Awar 1,200
- Awara 1,900
- Awin, West Awin 12,000
- Awiyaana, Auyana 14,000
- Awun 700
- Ayi 800
- Azera, Adzera 12,000

## B
- Bagupi
- Bagwa Zimakani
- Bahinemo, Inaru
- Baibai
- Baimak
- Baining, Makakat
- Baiyer Enga, Kyaka
- Bali-Vitu
- Baluan-Pam
- Bam, Biem
- Bamu, Kiwaibora
- Banaro
- Banoni
- Barai, Mogoni
- Baramu
- Bariai
- Bariji
- Barim, Malasanga
- Barok, Komalu
- Baruga, Tugari
- Baruya, Barua
- Bau
- Bauwaki
- Beami, Bedamuni
- Bebeli
- Beli
- Bemal, Kein
- Benabena, Bena-Bena
- Bepour
- Biaka, Nai
- Biangai, Yongolei
- Bibasa
- Bibling, Aria
- Big Sepik, Iatmul
- Bikaru, Bikau
- Biksi
- Bilakura
- Bilbil
- Biliau, Yamai
- Bilur
- Bimin
- Binahari
- Binandere
- Bine, Oriomo
- Binumarien
- Bisis, Yambiyambi
- Bisorio, Iniai
- Bitara
- Biwat, Mundugumor
- Biyom
- Bo, Po
- Boanaki, Boanai
- Bohuai, Pohuai
- Bohutu
- Boikin, Nucum
- Bola, Bakovi
- Bom, Bogadjim
- Bongos
- Bongu
- Bonkiman
- Bosavi, Kaluli
- Bosilewa
- Bosngun
- Bothar
- Bouye
- Breri
- Buang, Centralni
- Budibud
- Buin, Uitai
- Bukawa, Kawa
- Bulgebi
- Bulu
- Bumbita Arapesh, Urita
- Bun
- Buna
- Bunabun, Bububun
- Bunama, Barabara
- Bungain
- Burui
- Burum, Somba
- Busa
- Bwadji, Mbagu
- Bwaidoga, Mataitai

## C
- Chambri, Tchambuli 2,400
- Changriwa 900
- Chenapian, Zenap 300
- Chuave, Tjuave 29,000

## D
- Daga
- Dahating
- Dambi
- Dami, Ham
- Danaru
- Dangal
- Daonda
- Daribi, Elu
- Dawawa
- Dedua
- Degenan
- Dengalu
- Detribalizirani
- Dia, Alu
- Dimir, Bosiken
- Diodio, Lauiaula
- Dobu, Galuewa
- Doga
- Dogoro
- Dom
- Domu
- Domung
- Doromu, Koriko
- Dorro
- Doso
- Doura
- Duau, Lomitawa
- Duduela
- Duke of York otočani
- Dumun, Bai
- Duna
- Duranmin, Sucrmin

## E
- Edawapi, Namie, Yellow Rive 6,300
- Eitiep 700
- Eivo 2,300
- Elepi, Samap 300
- Elkei 2,600
- Elu 400
- Emerum, Pal 900
- Emira, Mussau 6,800
- Enga, Endakali 294,000
- Ere, E, Nane 2,600
- Erima, Ogea 1,000
- Etoro 1,800
- Euronezijci 4,900
- Ewage-Notu 21,000

## F
- Faita 100
- Faiwol, Faiwolmin 6,900
- Fas, Bembi 2,600
- Fasu, Namome 2,100
- Finungwan 900
- Fiwaga 500
- Foi, Kutubu 5,100
- Foia Foia 200
- Forak 300
- Foran, Wagi, Kamba 2,400
- Fore
  - Fore, North-Central 18,000
  - Fore, južni 6,200
- Fuyuge, Fujuge 25,000

## G
- Gabadi, Kabadi
- Gabutamon
- Gadsup, Oyana
- Gahuku, Kahuku
- Gaikunti
- Gaina
- Gaktai
- Gal
- Galeya, Garea
- Gamei, Borewar
- Ganglau
- Ganja
- Gants
- Gapun
- Garuh, Butelkud-Guntabak
- Garus
- Gasmata
- Gawanga, Kwanga
- Gele, Kele
- Genagane
- Gende
- Gidra
- Gimi
- Ginuman
- Gira
- Girawa, Bagasin
- Gizra, Waidoro
- Gnau
- Gobasi
- Gogodala
- Golin
- Gorakor
- Gorova
- Graged, Star
- Grass Koiari
- Guhu-Samane, Paiawa
- Guiarak
- Gumalu
- Gumasi, Gumawana
- Guntai
- Guriaso
- Gusan
- Gusap, Yanko Wan
- Guwet
- Gwedena, Gweda

## H
- Hahon
- Haigwai
- Hako
- Halia
- Haroi
- Hermit otočani, Agomes
- Hewa, Umairof
- Hinihon
- Hiri Motu
- Holima
- Hote, Hotei
- Hote, Misim
- Hube, Kube
- Hula
- Huli, Tari
- Humene

## I
- Idi, Dimisi
- Igana
- Igom
- Igora, Kakabai
- Ikobi-Mena, Kopo-Monia
- Ikundun
- Imbongu, Imbon Ggo
- Imonda
- Ipiko, Ipikoi
- Ipili, Ipili-Payala
- Irumu, Upper Irumu
- Isabi, Maruhia
- Isan
- Isebe
- Isi
- Iteri, Yinibu
- Itutang
- Ivanga
- Ivori, Vori
- Iwal
- Iwam

## J
- Jilim 700
- Jimajima, Dima 1,200

## K
- Kabiano, Gabiano
- Kaiep
- Kairak
- Kairi, Tumu
- Kairiru
- Kaliai
- Kalokalo
- Kalou
- Kamano
- Kamasa
- Kamasau, Wand Tan
- Kambaira
- Kamberataro, Mannguar
- Kambot, Kambaramba
- Kamnum
- Kamura, Kamula
- Kandas
- Kaningra
- Kanite
- Kanum, Enkelembu
- Kanum, Sota
- Kapau, Kukukuku
- Kapriman, Karambit
- Kara, Lemakot
- Karam, Kalam
- Karawa
- Kare
- Karkar, Yuri
- Karore
- Karua, Xarua
- Kasua
- Kate, Kai
- Katiati
- Katinja
- Kaugel, Ubu Ugu
- Kawacha
- Kayan, Kaian
- Kela, Gela
- Kelana, Gitoa
- Kenati, Kenathi
- Kenele
- Keopara, Keapara
- Kerewo, Kerewa-Goari
- Keriaka
- Kesawai, Namuya
- Keuru
- Kewa, Istočni
- Kewa, Južni
- Kewa, Zapadni
- Kewieng
- Keyagana, Keigana
- Kibiri, Porome
- Kilmera
- Kinalakna
- Kire-Puire, Giri
- Kiriwina, Vakuta
- Kis
- Kiwai, Sjeveroistočni
- Kiwai, Južni
- Kobon
- Koguman
- Koita
- Koiwat
- Kol, Kole
- Kolom
- Komba
- Kombio
- Kominimung
- Komutu, Nukna
- Konai
- Konomala, Muliama
- Konua
- Kopar
- Korak
- Korape, Kwarafe
- Korape, Yega
- Koro
- Koromira
- Kosena
- Kosorong
- Kovai
- Kove
- Kowaki
- Krisa
- Kubo
- Kukuya
- Kumai
- Kumalu
- Kuman
- Kumukio
- Kuni
- Kunimaipa, Karuama
- Kuot
- Kurada
- Kuruti-Pare
- Kwale
- Kware
- Kwasengen, West Wosera
- Kwato
- Kwomtari, Maragin

## L
- Label
- Labu
- Laeko-Libuat
- Laewomba, Wampar
- Lamogai
- Langam
- Lantanai
- Latep
- Lavatbura-Lamusong, Ugana
- Lavongai
- Lele, Moanus
- Lembena
- Lemio
- Lenkau
- Lesing
- Levei-Narehat
- Lihir
- Likum
- Lilau, Ngaimbom
- Lindrou, Nyindrou
- Lohiki, Obi
- Loniu
- Lou
- Lower Morehead, Peremka
- Lugitama, Pahi
- Lukep, Siasi

## M
- Madak, Mandak
- Magori
- Maiadom
- Mailu, Derebai
- Maisin, Maisan
- Maiwa, Baiawa
- Maiwala
- Makarim
- Malalamai
- Malas
- Malasanga
- Male, Koliku
- Maleu, Kaitarolea
- Malon
- Mamaa
- Mamusi
- Managalasi, Muaturaina
- Manam, Sepa
- Manambu
- Mandi
- Mandobo
- Manem, Yeti
- Mangga Buang, Lagis
- Mape, Istočni
- Mapena
- Maralango
- Maraliinan, Watut
- Maramba
- Mari
- Mari, Hop
- Maria, Manubara
- Maring, Yoadabe-Watoare
- Masegi, Masek
- Mataru
- Matepi
- Matukar
- Mawak
- Mawan
- Mayo, Mayo-Yessan
- Mbula, Mangap
- Mebu
- Medebur
- Medlpa, Melpa
- Mehek, Indinogosima
- Mekeo, Bush Mekeo
- Mekmek
- Mena
- Mengen, Poeng
- Menya, Menye
- Meramera, Ubili
- Mian, Bush People
- Mianmin
- Middle Watut, Sambio
- Midsivindi
- Migabac
- Mikarew, Ariawiai
- Minanibai, Pepeha
- Mindiri
- Minigir
- Miriam, Mer
- Misima-Paneati, Tokunu
- Mitang, Nambi
- Miu
- Miyak
- Moere
- Moewehafen, Agerlep
- Moikodi, Doriri
- Mok, Aria-Mouk
- Mokerang, Los Negros
- Momole, Momare
- Momolili, Mesem
- Mondropolon
- Mongol
- Monumbo
- Morafa
- Morawa
- Morigi otočani, Dabura
- Morima
- Moromiranga
- Mortlock otočani, Takuu
- Mosimo
- Motu
- Motuna
- Mountain Arapesh (Planinski Arapeši), Kavu
- Mountain Koiari
- Mufian
- Mugil, Bunu
- Mukawa, Are
- Munit
- Muniwara, Mambe
- Munkip
- Murik, Nor
- Murisapa, Moresada
- Murupi
- Musak
- Musan, Musian
- Musom
- Muyuw, Murua
- Mwatebu

## N
- Nabak, Naba
- Nagatman, Nagatiman
- Nagovisi
- Naho, Nahu
- Nakama
- Nakanai, Zapadni
- Nake
- Nakwi
- Nali-Yiru
- Nalik, Lugagon
- Namau, Koriki
- Nankina
- Nara, Pokau
- Narak
- Nasioi, Kieta
- Nauna
- Nawaru, Sirio
- Nek
- Nekgini
- Neko
- Nembi, Mendi, South
- Nemea, Nemeyam
- Nenaya, Nengaya
- Nete
- Ngaing
- Ngala, Kara
- Ngalum
- Ngariawan
- Nii
- Nimi
- Nimo, Nakwi
- Nimowa, Nimoa
- Ninggera, Negira
- Ninggerum, Kativa
- Ningil
- Ninigo, Seimat
- Nissan
- Nokopo
- Nomad, Kalamo
- Nomane, Kiari
- Nomu
- Notsi
- Nuk
- Nukuria otočani, Nahoa
- Numanggang

## O
- Oganibi 1,100
- Okro 400
- Oksapmin 11,000
- Olo, Wapi 18,000
- Omati 1,600
- Omo, Tigak 14,000
- Omwunra-Tugura 3,100
- Onabasulu 1,000
- Onank, Northern Watut 700
- One, Inebu	1,600
- One, Kabore	400
- One, Kwamtim	200
- One, sjeverni	2,400
- One, južni	200
- Onjob, Onjab 300
- Ono 7,900
- Ontenu 4,000
- Opao 2,500
- Orokaiva, Wasida 43,000
- Orokaiva-Hunjara 9,400
- Orokolo, Keuru 26,000
- Osima 600
- Osum 700
- Oune, Ounge 1,000
- Owiniga, Samo 400
- Oyaoya 600

## P
- Pa, Pare
- Pagi, Pagei
- Pagi-Imbinis
- Pai, Pei
- Paiwa, Manape
- Pak-Tong
- Panim
- Papapana
- Papi, Paupe
- Papitalai
- Parawen
- Pasi, Besi
- Pasismanua, Kowlong
- Paswam, Mutum
- Patep
- Patpatar, Gelik
- Pawaia, Sira
- Pay
- Paynamar
- Penchal
- Petats
- Piame, Biami
- Pikiwa, Bainapi
- Pila, Suaru
- Pinai, Pinaye
- Pitilu, Pityilu
- Piu, Sanbiau
- Podopa, Polopa
- Pogaya, Bogaia
- Ponam
- Pondoma
- Puari
- Pulabu
- Pulie, Roto
- Pyu

## R
- Rabaul Creole German 200
- Rao, Annaberg 8,800
- Rapting 600
- Rawa, Erewa 15,000
- Rawo 900
- Rempin, Erempi 1,100
- Rerau 400
- Roinji 	400
- Romkun 700
- Roro, Bereina 8,800
- Rossel otočani, Bou 4,800
- Rouku, Upper Morehead 600

## S
- Saep
- Sakam
- Saki, Turutap
- Salakahadi
- Salt, Salt-Yui
- Samo, Supai
- Samosa
- Sanio
- Saposa
- Saruga
- Sau Enga
- Sauk
- Sausi, Uya
- Seim
- Selepet
- Sengo
- Sengseng
- Sepa
- Sepen
- Sepik Iwam
- Sepik Plains, Sawos
- Sera, Ssia
- Seta
- Setaman
- Seti
- Sewa Bay, Duau Pwata
- Sialum
- Siane, Koreipa
- Siar
- Siboma, Sipoma
- Sihan
- Sileibi
- Silopi
- Simbali
- Simbari, Chimbari
- Simeku
- Simog
- Sinagen, Alu
- Sinagoro
- Sinasina
- Sinsauru
- Sio
- Sirak
- Sirasira
- Sisano, Sinama
- Sisi-Bipi
- Sokorok, Maimai
- Solos
- Som
- Sona, Kanasi
- Songum
- Sonia
- Sori-Harengan
- Sowanda, Waina
- Sua
- Suain
- Suau, Sinaki
- Suau-Daui, Fife Bay
- Suena, Yarawe
- Suganga
- Suki
- Sukurum
- Sulka
- Sumariup
- Sumau, Garia
- Suroi, Pasa
- Sursurunga

## T
- Tabar 4,000
- Tabriak, Karawari 2,300
- Taga ?
- Tagula, Sud Est 3,100
- Tai 1,400
- Tairora, sjeverni 15,000
- Takia 41,000
- Takia-Megiar 1,500
- Tami 2,500
- Tanga, Tangga 3,900
- Tangu 4,300
- Tanguat 900
- Tani, Miami 4,500
- Tao-Suamato, Mahigi 900
- Tasman otočani, Nukumanu 800
- Tati, Raepa Tati 400
- Tauade 7,400
- Taulil-Butam 1,400
- Taupota, Maivara 5,900
- Tauya, Inafosa 600
- Tavara, Tawala 15,000
- Telefol, Feramin 7,600
- Tembogia, Miyemu 37,000
- Tench, Tenis 100
- Teop 7,700
- Terepu, Turupu 300
- Tiang, Djaul 1,800
- Tifal, Tifalmin 4,600
- Timbe 16,000
- Tirio, Dudi ?
- Titan, Manus 5,700
- Toaripi, East Elema 46,000
- Tobian, Tomu 500
- Tobo 4,100
- Tokano, Lower Asaro 10,000
- Tolai, Kuanua 87,000
- Tonda, Indorodoro 1,100
- Torau, Rorovana 1,800
- Torricelli, Lou 1,700
- Tuam, Mutu 3,600
- Tubetube 2,900
- Tulu, Bohuai, Levei-Tulu vidi Bohuai
- Tumie, Tumuip 1,200
- Tumleo 1,200
- Turaka 60
- Tuwari 400

## U
- Uaripi 5,800
- Ubir 2,900
- Ufim 1,100
- Uisai 3,800
- Ukuriguma 200
- Ulingan, Mauwake 3,100
- Umeda 400
- Uramat 2,700
- Urapmin 700
- Urat 8,700
- Uri Vehees, Urii 3,600
- Uriginau, Origanau 2,500
- Urim, Kalp 4,600
- Urimo 1,500
- Usan, Wanuma 2,000
- Usino 2,900
- Usu 100
- Usurufa 1,700
- Utu 1,000
- Uvol 7,300

## V
- Valman, Koroko 1,200
- Vanambre 900
- Vanimo, Manimo 3,400
- Vasui 6,000
- Vehes 200
- Vitu 13,000
- Vivigani, Iduna

## W
- Wab 300
- Waboda Kiwai 2,900
- Wadaginamb 1,000
- Waema, 1,200
- Waffa, Kami 1,900
- Wagawaga, Deamuni 2,000
- Wagumi ?
- Wahgi, Banz-Nondugl 50,000
- Wahgi, sjeverni 60,000
- Waia, Kenedibi 2,800
- Waibuk, Wiyaw 1,500
- Waima 7,900
- Waisara, Owenda 600
- Walio 300
- Wamas 300
- Wampur 300
- Wanap 1,400
- Wandabong 900
- Wantoat 15,000
- Wantoat-Yagawak 900
- Waris 3,400
- Waruna 900
- Wasambu 700
- Washkuk, Kwoma 3,000
- Wasi, Peleata 2,100
- Waskia 21,000
- Watakataui 500
- Wataluma 400
- Watam 700
- Watiwa, Watifa 500
- Watut, Južni 1,100
- Wedau, Wedaun 3,000
- Weli, Were 8,100
- Weliki, Karangi 300
- Were 600
- Wiaki 1,000
- Wipi, 2,300
- Wiru 27,000
- Wogamusin 900
- Wogeo 2,200
- Wom, Wam 3,400
- Wutung, Udung 700
- Wuvulu-Aua, Aua-Viwulu 1,700

## Y
- Yabem, Jabem, 4,000
- Yaben, 1,300
- Yabio, 70
- Yabiyufa, Yaweyuha, 2,900
- Yabong, 900
- Yagaria, 37,000
- Yagomi 200
- Yagwoia, Yeghuye 10,000
- Yahang, 2,300
- Yakaikeke	100
- Yakamul 3,800
- Yalu 1,400
- Yamalele, Maiodom 4,300
- Yamap 1,200
- Yambes 1,500
- Yangulam 300
- Yapunda 100
- Yarawata 200
- Yareba, Middle Musa 1,300
- Yarus 17,000
- Yate 14,000
- Yau 300
- Yau, Sindamon 2,400
- Yauan, Alauagat 600
- Yaul 1,500
- Yekora 1,400
- Yelogu, Kaunga 400
- Yerakai 400
- Yey, Je 1,100
- Yil 4,400
- Yimas 600
- Yis 900
- Yoidik 500
- Yonggom 5,200
- Yubanakor 6,500

## Z
- Zenag, 3,600
- Ziya, Lower Waria, 4,300
- Ziya-Mawae, 1,800

## Ž
- Židovi, 800

## Vanjske poveznice
- Papua New Guinea